# Таман-Негара
Тама́н-Нега́ра (малайск. Taman Negara Malaysia) — национальный парк в Малайзии. Площадь — 434,3 тысяч га. Расположен на полуострове Малакка в гористой местности штатов Паханг, Келантан и Тренгану. Охраняется крупный массив влажных тропических (экваториальных) диптерокарповых лесов. На территории парка находится гора Гунунг-Тахан (2187 м) — высочайшая вершина полуострова Малакка.

## История
В 1925 году на территории 9 240 га вокруг горного массива Тахан был организован «Горный резерват Тахан». В 1938 году резерват приобрёл статус национального парка и стал называться «Национальным Парком короля Георга V» в честь короля Англии. В 1957 году, после обретения Малайзией независимости, парк был переименован в «Национальный парк Таман-Негара». С малайского языка Таман-Негара (малайск. Taman Negara) переводится как «национальный парк».
- Тропический дождевой лес
- Диптерокарпы
- Флора
- Река Тембелинг
- Куала-Тахан
- Подвесная тропа
- Река Сунгаи-Тембелинг

## Животный мир
В парке встречаются гауры, олени-замбары, чепрачные тапиры, дымчатые леопарды, бенгальские коты, индокитайские тигры, малайские медведи, суматранские носороги, циветты, азиатские слоны, аргусы и более 300 других видов птиц.
В ноябре 2019 года скончалась последняя известная учёным особь суматранского носорога в Малайзии (самка). Последний самец скончался в мае 2019 года.